# Reversal of Fortune (film, 2005)
Pour les articles homonymes, voir Reversal of Fortune.
 (juillet 2022).
La mise en forme du texte ne suit pas les recommandations de Wikipédia : il faut le « wikifier ».
Les points d'amélioration suivants sont les cas les plus fréquents :
- Les titres sont pré-formatés par le logiciel. Ils ne sont ni en capitales, ni en gras.
- Le texte ne doit pas être écrit en capitales (les noms de famille non plus), ni en gras, ni en italique, ni en « petit »…
- Le gras n'est utilisé que pour surligner le titre de l'article dans l'introduction, une seule fois.
- L'italique est rarement utilisé : mots en langue étrangère, titres d'œuvres, noms de bateaux, etc.
- Les citations ne sont pas en italique mais en corps de texte normal. Elles sont entourées par des guillemets français : « et ».
- Les listes à puces sont à éviter, des paragraphes rédigés étant largement préférés. Les tableaux sont à réserver à la présentation de données structurées (résultats, etc.).
- Les appels de note de bas de page (petits chiffres en exposant, introduits par l'outil «  Source ») sont à placer entre la fin de phrase et le point final[comme ça].
- Les liens internes (vers d'autres articles de Wikipédia) sont à choisir avec parcimonie. Créez des liens vers des articles approfondissant le sujet. Les termes génériques sans rapport avec le sujet sont à éviter, ainsi que les répétitions de liens vers un même terme.
- Les liens externes sont à placer uniquement dans une section « Liens externes », à la fin de l'article. Ces liens sont à choisir avec parcimonie suivant les règles définies. Si un lien sert de source à l'article, son insertion dans le texte est à faire par les notes de bas de page.
- La présentation des références doit suivre les conventions bibliographiques. Il est recommandé d'utiliser les modèles {{Ouvrage}}, {{Chapitre}}, {{Article}}, {{Lien web}} et/ou {{Bibliographie}}. Le mode d'édition visuel peut mettre en forme automatiquement les références.
- Insérer une infobox (cadre d'informations à droite) n'est pas obligatoire pour parachever la mise en page.

Pour une aide détaillée, merci de consulter Aide:Wikification.
Si vous pensez que ces points ont été résolus, vous pouvez retirer ce bandeau et améliorer la mise en forme d'un autre article.
 (juillet 2022).
Si vous disposez d'ouvrages ou d'articles de référence ou si vous connaissez des sites web de qualité traitant du thème abordé ici, merci de compléter l'article en donnant les références utiles à sa vérifiabilité et en les liant à la section « Notes et références ».
Reversal of Fortune (Retour de Fortune) est un film documentaire produit en 2005 par la chaîne de télévision américaine Showtime. Le principe du documentaire est de suivre l'évolution d'un sans-abri à qui il est donné la somme de 100 000 dollars.
Le documentaire trouve son origine dans une question que le coréalisateur et coproducteur exécutif Wayne Powers se sont posée alors qu'un sans-abri lui demandait de l'argent : "Que se passerait-il si je lui donnais un million de dollars (plus tard réduit à 100 000) en lui laissant un total libre arbitre quant à ce qu'il en ferait ? Sa vie en serait-elle changée ? Avec assez d'argent pour avoir une maison, une voiture, un permis de conduire, trouverait-il un emploi ?"
Il a soumis l'idée à Showtime, avec qui il a écrit, dirigé et produit la série Out of Order, qui a immédiatement accepté. Les seules limites sont que la personne choisie doit passer une évaluation psychiatrique et un test de dépistage de drogues. La société de production PB&J Television a produit le documentaire. Dans son émission, Oprah Winfrey l'a qualifié d'"expérience sociale fascinante".

## Résumé
L'introduction du documentaire montre Ted, le sans abri choisi pour l'émission, en train de faire son tour quotidien des poubelles, ramassant des boîtes de conserve pour la nourriture du jour, des cigarettes et de la bière, lorsqu'il trouve une mallette parmi les ordures. Ted s'arrête pour la brosser, l'ouvre lentement et découvre qu'elle est remplie d'argent. Une note sur le dessus de l'argent indique : "Que ferait un sans-abri si on lui donnait 100 000 dollars ?" Choqué et en larmes, Ted réalise qu'il est le bénéficiaire d'une importante somme d'argent.
Ted achète presque immédiatement une nouvelle bicyclette, loue une chambre de motel et emmène son ami Mike dans un parc d'attractions. La nouvelle se répand dans la communauté des sans-abri et Ted, qui n'arrivait pas à trouver une petite amie à cause de sa mauvaise hygiène dentaire, profite désormais de la compagnie des femmes dans sa chambre de motel. Dès que Ted informe sa mère et ses sœurs de sa petite fortune, elles commencent à prendre ses appels et sa mère l'invite à rester avec elle jusqu'à ce qu'il trouve sa propre résidence. La famille se soude autour de Ted et discute de la façon dont elle s'inquiète du bien-être de Ted.
Une semaine après avoir trouvé l'argent, et après avoir dépensé plus de 2 000 dollars, Ted est toujours dans le motel et on lui demande de parler avec un conseiller d'aide aux sans-abris. Le conseiller demande à Ted ce qu'il pense du fait d'avoir l'argent, ce à quoi Ted répond qu'il n'y a pas vraiment réfléchi et qu'il a trop de temps libre maintenant qu'il n'a plus à recycler. Ted prévoit de partir pour Sacramento chez sa mère, mais avant de partir, il achète une voiture à Mike et lui promet d'emmener son amie en avion à Sacramento une fois qu'il y sera installé, s'exclamant en montant dans la camionnette pour partir à l'aéroport "bang 'em and leave 'em", en référence à ses récentes activités avec la femme.
Les semaines suivantes, Ted fréquente le bar local, ses dépenses s'élevant en moyenne à 10 000 dollars par semaine. Il achète ensuite un Dodge Ram à 35 000 dollars et un autre camion pour l'une de ses petites amies récemment acquises, loue un appartement et achète des meubles. Les réalisateurs lui demandent alors de rencontrer un planificateur financier. Ted le rencontre, mais lui annonce fermement qu'il n'a pas l'intention de travailler et qu'il ne souhaite pas faire de plans d'avenir, dit-il, pour profiter de l'instant présent. Ted déclare qu'il est convaincu que son conseiller financier n'en a qu'après son argent et déchire sa carte.
Ses sœurs tentent à plusieurs reprises de convaincre Ted de chercher un emploi, bien qu'il continue de croire qu'il est "fait pour la vie". À ce moment-là, Ted en veut aux producteurs du film de lui avoir donné l'argent. Le film se termine en disant au spectateur que, six mois après avoir trouvé l'argent, Ted refuse de révéler son dernier solde bancaire ; cependant, ses sœurs craignent qu'il soit inférieur à 5 000 $.
Lors de la diffusion, le 1er décembre 2006, de l'émission The Oprah Winfrey Show intitulée Are You Ready For a Windfall ?, Ted et le réalisateur Wayne Powers ont participé à l'émission pour promouvoir le documentaire et parler de leur récit de l'expérience. Lorsque Oprah lui a demandé combien il lui restait des 100 000 dollars, Ted a répondu "rien". Ted a également mentionné qu'il était à nouveau sans abri et qu'il était satisfait de sa situation actuelle.
En juillet 2007, Ted est de retour à Pasadena et travaille dans la même usine de recyclage que celle présentée dans le documentaire.

## References
1. ↑  Archivé sur Ghostarchive et le Wayback Machine [vidéo] « What Happens when a Homeless Person is given $100,000? », sur YouTube